# Agave kewensis
Agave kewensis är en sparrisväxtart som beskrevs av Georg Albano von Jacobi. Agave kewensis ingår i släktet Agave och familjen sparrisväxter. Inga underarter finns listade i Catalogue of Life.